# Charlie et la Chocolaterie (film, 1971)
Cet article concerne le film de Mel Stuart. Pour le film de Tim Burton, voir Charlie et la Chocolaterie.
Pour les articles homonymes, voir Charlie et la Chocolaterie (homonymie).
Pour plus de détails, voir Fiche technique et Distribution.
Charlie et la Chocolaterie ou Willy Wonka au pays enchanté au Québec (Willy Wonka & the Chocolate Factory), est un film américain de Mel Stuart sorti en 1971, d'après le roman du même titre de Roald Dahl.
Le film suit Charlie Bucket qui est un jeune garçon de huit ans d'une famille très modeste. Introverti à l'école, Charlie a peu d'amis et vit une vie dure de jour en jour. Un jour Willy Wonka, le légendaire fabricant de chocolats, annonce qu'il a caché dans cinq de ses tablettes de chocolat un ticket d'or. Ces tickets permettent de pénétrer dans la fabrique de chocolats la plus secrète du monde et d'y découvrir les extraordinaires surprises qui s'y cachent. Charlie n'a qu'un rêve : réussir à trouver un ticket d'or. Par chance, il en trouve un dans une des tablettes qu'il achète.
Le film est inscrit en 2014 au National Film Registry pour être conservé à la bibliothèque du Congrès.

## Synopsis
Un jour de neige croustillant, des enfants de l'école couraient au magasin de bonbons pour savourer des friandises Wonka. Après que Charlie ait regardé, il s'en va et un homme lui donne son salaire hebdomadaire, que Charlie utilise pour acheter une miche de pain sur le chemin du retour, il passe devant la légendaire chocolaterie de Willy Wonka. Un mystérieux bricoleur lui dit que personne n’y est entré, n'entre jamais, ni n'en est sorti. Charlie se précipite chez sa mère veuve et ses quatre grands-parents couchés. Plus tard dans la nuit, après avoir parlé à grand-père Joe du bricoleur, Joe explique à Charlie qu’il avait raison car Wonka avait verrouillé son usine car ses rivaux, comme M. Slugworth, ont envoyé des espions déguisés en employés pour voler les recettes de Wonka. Wonka a disparu, mais trois ans plus tard, il a commencé à revendre ses bonbons. L'origine de la main-d'œuvre de Wonka est devenue un mystère depuis.
Un matin, M. Wonka lance un concours : cinq chanceux qui trouveront les tickets d'or dans les tablettes Wonka seront autorisés à visiter son usine avec un membre de leur famille et recevront un approvisionnement à vie de chocolats Wonka. Le monde entier tombe dans une chasse effrénée sur les tickets d'or, apparemment introuvables. Les quatre premiers gagnants sont : Augustus Gloop, un enfant obèse et gourmand de Dusselheim en Allemagne de l'Ouest, Veruca Salt, une petite fille gâtée et capricieuse du Royaume-Uni, Violet Beauregarde, une petite fille arrogante et vaniteuse ainsi qu'une championne de mastication de chewing-gum du Montana aux États-Unis, et Mike Teavee, un garçon bavard et accro à la télévision et passionné de westerns, en Arizona. Un homme à l'air sinistre apparaît et leur murmure. Charlie profite également de son anniversaire, et d'un cadeau de grand-père Joe, pour ouvrir deux barres Wonka, dans l'espoir de trouver le ticket d’or, mais il n'en trouve aucun.
Un reportage révèle que le cinquième billet a été trouvé par un millionnaire au Paraguay, ce qui a fait perdre espoir à Charlie. Le lendemain, Charlie utilise sa dernière monnaie pour acheter un autre bar Wonka qu'il a l'intention d'apporter à sa famille. En quittant le magasin de bonbons, il apprend de la rue que le ticket du millionnaire était une fraude ; un billet est toujours en liberté. Lorsque Charlie ouvre la barre de chocolat, il trouve le dernier ticket d'or. Alors qu'il rentre chez lui, il est confronté à l'homme sinistre qui se présente comme Slugworth et il propose de payer Charlie pour un échantillon de la dernière création de Wonka, le Globo Crunch Perpétuelle.
Soulagé de pouvoir marcher, Charlie choisit Joe comme accompagnateur. Le lendemain, Wonka accueille les enfants et leurs accompagnateurs aux portes de l'usine. Chacun est tenu de signer un contrat complet avant de commencer la visite. L'usine est un pays des merveilles psychédélique qui comprend une rivière de chocolat, des champignons comestibles, du papier peint léchable et d'autres inventions merveilleuses. Les travailleurs de Wonka sont de petits Oompa-Loompas à la peau orange et aux cheveux verts.
Willy Wonka tente d'éloigner Augustus de la rivière du chocolat alors qu'il essaie de prendre un verre. Augustus tombe dans la rivière de chocolat et se retrouve ensuite coincé dans un tube qui récolte le chocolat. La pression d’Augustus le tire vers le haut à travers le tuyau qui mène à la salle des berlingots. Wonka convoque un Oompa Loompa pour guider Mme Gloop vers la "salle des berlingots" pour récupérer Augustus avant qu'il ne soit bouilli vivant.
Après une promenade en bateau terrifiante à travers un tunnel rempli de visions et de sons étranges, le groupe arrive à la "Salle des inventions" de Wonka. Les enfants reçoivent chacun un échantillon du Globo Crunch Perpétuelle de Wonka. M. Wonka montre au groupe sa dernière invention, une machine qui fabrique un chewing-gum composé de trois plats. Mais il dit au groupe qu'il a encore quelques défauts et qu'il n'est pas encore prêt à être consommé. Violet ignore son avertissement et l'essaie quand même. Quand elle arrive à l'étape du dessert, la tarte aux myrtilles, le défaut se produit et elle devient bleue, se remplit de jus et se gonfle en une myrtille humaine géante et ronde. Le groupe ne peut que regarder Violet essayer de s'éloigner dans l'embarras. Wonka convoque un groupe d'Oompa Loompas pour faire rouler Violet dans la salle de jus. Elle doit être remise à la normale immédiatement avant qu’elle ne gonfle trop jusqu’à exploser.
À un moment donné, Charlie et son grand-père Joe s’éloignent du groupe et boivent secrètement une boisson gazeuse spéciale avec le pouvoir de faire voler malgré l'interdiction de M. Wonka. Après avoir volé un peu, ils risquent d'être aspirés par une hélice, mais parviennent ensuite à revenir indemnes au sol et à rejoindre les autres, apparemment sans que M. Wonka n'ait rien remarqué.
À la Salle aux oies, Wonka explique que ses oies pondent des œufs en chocolat doré, que certains sont bons alors que d’autres sont mauvais et qu’ils sont jetés au rebut dans l’incinérateur. Veruca fait une crise de colère après que Wonka a refusé de lui vendre une oie d'or et saccage l’atelier mais tombe dans une des trappes qui mène à l’incinérateur. Le père de Veruca tombe également dans la trappe en essayant de la rattraper.
Après une promenade courte et salissante, Wonka conduit le reste du groupe à la salle de télévision où les tenues sont exigées avant d’entrer. Wonka explique que la Wonkavision sert à téléporter une tablette de chocolat géant jusqu’à un poste de télévision où elle se sera réduite à la taille des autres tablettes dont on peut se saisir,
Mike lui demande s'il peut faire la même chose sur les humains mais il se précipite rapidement et Mike se retrouve réduit à la taille d’un pouce. Les Oompa-Loompas guident la mère de Mike dans la salle des guimauves pour étirer son fils jusqu’à la taille idéale.
Charlie demande à M. Wonka ce qui arrivera aux autres enfants. M. Wonka dit à Charlie de ne pas s'inquiéter et que "Quand ils quitteront l'usine, ils seront complètement restaurés à leur moi normal, pourri et terrible. Mais peut-être un peu plus sage." Wonka invite Charlie et son grand-père à prendre la sortie avant de se retirer dans son bureau. Charlie et Joe suivent Wonka pour poser des questions sur l'approvisionnement en chocolat à vie de Charlie. Wonka leur dit que Charlie n'obtiendra pas le prix car il enfreint les règles, Wonka leur répond avec colère qu'ils ont violé le contrat en volant le breuvage à essence tentationnelle et qu'ils ne recevront donc rien avant qu'il ne les rejette. En colère par ce que Wonka a dit, grand-père Joe gronde Wonka et agit de manière méchante jusqu'à ce que Wonka les rejette à nouveau. Maintenant, Joe veut se venger, et propose à Charlie de donner le Globo Crunch Perpétuelle à Slugworth, mais Charlie décide de le rendre à Wonka à la place et s'excuse. Le regard inquiet de Wonka s'estompe en une impression fascinée, puis dit à Charlie qu'il a gagné, et demande pardon. Puis Wonka révèle que Slugworth est en fait "M. Wilkinson", un collègue de Wonka, et que l'offre d'acheter le Globo Crunch était un test de moralité que seul Charlie a réussi. Wonka emmène ensuite Charlie et grand-père Joe dans le grand ascenseur en verre qu'il appelle le "Wonkascenseur". En volant dans les airs dans le Wonkascenseur, Wonka révèle ensuite à Charlie que le prix réel est l'usine, et dit que lui et sa famille peuvent emménager dans l'usine immédiatement. Charlie reprendra l'usine lorsque Wonka prendra sa retraite.

## Fiche technique
- Titre : Charlie et la Chocolaterie
- Titre original : Willy Wonka and the Chocolate Factory
- Titre québécois : Willy Wonka au pays enchanté (également nommé en France et en Belgique dans leur 1er doublage)
- Réalisation : Mel Stuart
- Scénario : Roald Dahl pour la 1re version, puis réécrit par David Seltzer
- Producteur : David L. Wolper (en) et Stan Margulies
- Directeur de la photographie : Arthur Ibbetson
- Costumes : Helen Colvig
- Distribution : Paramount Pictures
- Musique Original :
- Musique : musique et paroles de Leslie Bricusse et Anthony Newley
- Arrangements et direction musicale : Walter Scharf
- Budget : 2 900 000 $
- Pays : États-Unis
- Langue : anglais
- Durée : 100 minutes
- Genre : comédie, fantastique, film musical
- Dates de sortie : voir section dédiée

## Distribution
Légende : 1er doublage (1971) ; 2e doublage (1997)
- Gene Wilder (VF : Pierre Trabaud ; Jean-Claude Montalban) : Willy Wonka
- Jack Albertson (VF : Lucien Raimbourg ; Serge Lhorca) : grand-père Joe
- Peter Ostrum (VF : Gilles Laurent ; Donald Reignoux et Naïke Fauveau (chant)) : Charlie Bucket
- Roy Kinnear (VF : Marc Alfos) : Mr. Salt
- Julie Dawn Cole (VF : Charlyne Pestel) : Veruca Salt
- Leonard Stone (en) (VF : Henri Labussière ; Vincent Violette) : Mr. Beauregard
- Denise Nickerson (VF : Vanina Vinitzki ; Charlotte Kramer) : Violet Beauregard
- Ursula Reit (en) (VF : Lita Recio ; Monique Thierry) : Mrs Gloop
- Michael Bollner (VF : William Coryn) : Augustus Gloop
- Dodo Denney (en) (VF : Martine Sarcey ; Joëlle Guigui) : Mrs Teevee
- Paris Themmen (en) (VF : Fabrice Bruno ; Jehan Pagès) : Mike Teevee
- Aubrey Woods (en) (VF : Serge Lhorca ; Bernard Alane) : Bill
- David Battley (en) (VF : Jacques Balutin ; Jean-Pierre Leroux) : M. Turkentine
- Günter Meisner : Arthur Slugworth
- Dora Altmann (en) : grandma Georgina (non crédité)
- Tim Brooke-Taylor (en) (VF : Roger Crouzet ; Pierre Dourlens) : l'opérateur (non crédité)
- Frank Delfino (en) (VF : Gabriel Cattand ; Jacques Ciron) : le commissaire-priseur (non crédité)
- Stephen Dunne (VF : Jean Lagache ; Patrick Messe) : Stanley Kael (non crédité)
- Franziska Liebing (en) : grandma Josephine (non crédité)
- Ed Peck (VF : Jacques Thébault ; Bernard Tixier) : l'agent du FBI (non crédité)
- Ernst Ziegler (en) : grandpa George (non crédité)

## Chansons du film
- Générique du début - Medley instrumental de J'ai enfin le Ticket d'Or et Une Pure Imagination
- Monsieur Bonbon (The Candy Man)
- Souris, Charlie (Cheer Up, Charlie)
- J'ai enfin le ticket d'or ((I've Got A) Golden Ticket)
- Une pure imagination (Pure Imagination)
- Oompa Loompa
- Je le veux maintenant (I Want it Now !)
- Générique de fin - Reprise de Une Pure Imagination

## Distinctions
Le film est inscrit en 2014 au National Film Registry pour être conservé à la bibliothèque du Congrès.

### Récompenses

#### Golden Globes
- Golden Globe pour le meilleur acteur de cinéma dans la comédie à Gene Wilder.

#### Nominations aux Oscars
- Oscar de la Meilleure partition de chansons et adaptation musicale pour Leslie Bricusse, Anthony Newley et Walter Scharf.

## Sorties cinéma
- États-Unis : 28 juin 1971 (première à Chicago)
- États-Unis : 30 juin 1971
- Japon : 3 juillet 1971
- Royaume-Uni : 20 août 1971
- Italie : 22 octobre 1971
- France : 15 septembre 1971
- Espagne : 20 décembre 1971
- Portugal : 25 décembre 1971
- Finlande : 31 décembre 1971

## Sorties vidéos
- 1982 : VHS avec 1er doublage sous le nom de Willy Wonka au pays enchanté
- 19 mars 1997 : VHS avec 2e doublage
- 14 décembre 1999 : DVD avec 2e doublage
- 28 août 2001 : DVD (Québec) avec 1er doublage

## Production du film

### Développement
L'idée d'adapter le livre de Roald Dahl est venue lorsque la fille de dix ans de Mel Stuart lit le livre et demande à son père de réaliser le film adapté du livre.

### Casting
Les six membres de Monty Python, Graham Chapman, John Cleese, Eric Idle, Terry Gilliam, Terry Jones et Michael Palin ont souhaité interpréter Wonka. Mais à l'époque, ils n'étaient pas encore connus auprès du public international. Gene Wilder est finalement retenu pour incarner le personnage.

### Tournage
Le tournage du film a été réalisé du 31 août au 19 novembre 1970. Le film est tourné principalement à Munich, en Bavière et en Allemagne de l'Ouest, jugé moins cher à tourner qu'aux États-Unis.
Les scènes extérieures de l'usine de Wonka sont tournées à l'usine à gaz de Stadtwerke München (Emmy-Noether-Straße 10). L'extérieur de la maison de Charlie Bucket, un décor conçu spécialement pour le film, a été tourné à Quellenstrasse à Munich.
Le directeur artistique, Harper Goff, a choisi l'usine pour tourner l'immense Salle du chocolat.

## Sortie et accueil
La première sortie du film a lieu à Chicago le 28 juin 1971 avant la sortie national du film le 30 juin. Le film ne rencontre pas le succès escompté avec un peu plus de 2,1 millions de dollars le week-end d'ouverture et 4,5 millions de dollars de recettes pour un budget de 3 millions. De plus, le film doit subir une concurrence rude avec des films comme Billy Jack qui s'accroche en tête du box office américain, mais aussi par des films sortis à la même date comme La Cane aux œufs d'or et Ce plaisir qu'on dit charnel. Le film fut positionné au 53e classement du film le plus rentable de l'année 1971 aux États-Unis.
En France, le film sort le 15 décembre 1971 sous le titre Willy Wonka au pays enchanté avec d'autres films comme Les Bidasses en Folie mais il passe inaperçu à cause du faible nombre de salles de cinéma diffusant le film. Néanmoins, Warner Home Video s'approprie les droits de distribution du film en France et décide de le sortir en cassette vidéo le 19 mars 1997 dans le cadre du 25e anniversaire du film.

## Autour du film
- Roald Dahl fut si déçu de cette adaptation de son roman qu'il n'a plus voulu, jusqu'à sa mort en 1990, accorder de droit d'adaptation à aucun réalisateur sur ce livre. Roald Dahl trouvait Gene Wilder vulgaire, et aurait préféré Spike Milligan dans le rôle de Willy Wonka. Il disait également détester le scénario et le fait que Willy Wonka soit plus mis en avant que Charlie Bucket[réf. souhaitée]. Une seconde adaptation fut néanmoins réalisée par Tim Burton, sortie le 15 juillet 2005.
- Le chanteur et plasticien Marilyn Manson s'inspira du film et plus particulièrement de la scène de la traversée en bateau pour son clip Dope Hat[2].
- Sur l'Internet, un mème reprend le visage de Willy Wonka pour en faire un personnage moqueur et condescendant[3].
- Interprétée dans le film par Gene Wilder, la chanson Pure Imagination a été réutilisée en octobre 2016 pour une campagne publicitaire de la marque Audi et son modèle A5.
- La chanson Candy Man, la plus célèbre de la B.O. du film, fut reprise de nombreuses fois par beaucoup d'artistes. Elle fut même parodiée dans Les Simpson par Homer (avec une participation de Bono du groupe U2) sous le titre de Garbage Man et reprise façon chorale militaire sous la direction du Commandant Spangler dans Malcolm in the Middle.
- Il existe un flipper Willy Wonka and the chocolate factory édité par Jersey Jack Pinball (en) en 2019 reprenant de nombreux extraits vidéo du film sur son écran DMD[4].

## Nouvelles adaptations
Après ce film, une nouvelle adaptation du roman, réalisée par Tim Burton, sort en 2005 sous le même titre français de Charlie et la Chocolaterie, qui s'inspire davantage du roman d'origine.
Un remake animé du film de 1971, intitulé Tom et Jerry au pays de Charlie et la chocolaterie, est sorti en 2017.
En 2023, un préquel sort sous le nom de Wonka, expliquant davantage la vie du chocolatier avant le roman Charlie et la Chocolaterie. L'ambiance visuelle générale, notamment le design des Oompa Loompa, est reprise du film de 1971 ; de plus, la musique Oompa Loompa originale a été reprise, avec seulement quelques changements dans les paroles.